# 佩克嶺
佩克嶺（英語：Peck Range）是南極洲的山嶺，位於帕爾默地的巴萊克海岸，屬於迪圖瓦山脈的一部分，長20公里、寬11公里，海拔高度約1,700米，美國地質調查局根據測量和美國海軍拍攝的空中照片繪入地圖，現時由南極條約體系管理。